# Trần Huy Liệu
Trần Huy Liệu (5 tháng 11 năm 1901 – 28 tháng 7 năm 1969) là một nhà văn, nhà hoạt động cách mạng, nhà sử học, nhà báo Việt Nam. Ông từng giữ nhiều vị trí lãnh đạo cấp cao trong Chính phủ đầu tiên của nước Việt Nam Dân chủ Cộng hòa: Bộ trưởng Bộ Thông tin - Tuyên truyền, Chủ tịch Hội Văn hóa cứu quốc, Chủ tịch đầu tiên của Hội Khoa học Lịch sử Việt Nam, Viện sĩ Viện Hàn lâm Khoa học Đông Đức.

## Tiểu sử
Ông quê ở làng Vân Cát, xã Kim Thái, huyện Vụ Bản, tỉnh Nam Định. Ông có bút danh chính là "Nam Kiều" và nhiều bút hiệu khác như "Đẩu Nam", "Hải Khách", "Côi Vị", "Ẩm Hân Kiếm Bút".
Thuở nhỏ ông học thầy Bùi Trình Khiêm ở Nam Định, Hà Nội. Từ năm 1924, ông vào Nam công tác với các báo Nông cổ mín đàm, Rạng đông, làm chủ bút tờ Đông Pháp thời báo. Tháng 6 năm 1927, ông bị Pháp bắt, kết án tù vì có chân trong các tổ chức yêu nước.
Trần Huy Liệu có một người vợ chính thức và bốn người con. Ngoài ra, ông có một người vợ không chính thức và một người con nữa với bà. Người vợ không chính thức dù có con, em tham gia bộ đội và ủng hộ rất nhiều cho kháng chiến, bà vẫn bị quy địa chủ tại Cuộc cải cách ruộng đất năm 1954, giam giữ đến gần chết vì lao phổi.

## Tham gia hoạt động chính trị
Năm 1928 ông thành lập Cường học thư xã chuyên xuất bản sách cổ võ tinh thần yêu nước, nâng cao dân trí. Cũng trong năm này, ông gia nhập Việt Nam Quốc dân đảng và tổ chức đảng bộ trong Nam giữ cương vị Bí thư kỳ Nam bộ rồi bị Pháp bắt vào khoảng tháng 8 năm 1928, bị kết án 5 năm tù và đày ra Côn Đảo. Trong tù, vì tiếp xúc với người cộng sản ông tiếp thu chủ nghĩa cộng sản, tuyên bố li khai Quốc dân đảng, tự nguyện đứng vào hàng ngũ những người cộng sản.
Năm 1935, ông ra tù, bị trục xuất về miền Bắc. Từ năm 1936, ông được kết nạp vào Đảng Cộng sản Đông Dương, tích cực hoạt động cho đảng.
Tháng 10 năm 1939 lại bị bắt đày đi Sơn La, Bá Vân, Nghĩa Lộ. Đến tháng 3 năm 1945, tham gia phá trại giam Nghĩa Lộ, vượt ngục trở về Hà Nội làm công tác cách mạng.

## Tham gia chính phủ cách mạng
Trong thời gian Cách mạng Tháng Tám ông giữ những cương vị quan trọng mặc dù ông chưa bao giờ làm Ủy viên Ban chấp hành Trung ương Đảng.
Tháng 8 năm 1945, ông dự Đại hội Quốc dân ở Tân Trào và được bầu làm Phó chủ tịch Ủy ban dân tộc giải phóng (có vai trò như Chính phủ cách mạng lâm thời lúc đó). Ông là người soạn Quân lệnh số 1 phát lệnh Tổng khởi nghĩa toàn quốc dẫn đến Cách mạng Tháng Tám thắng lợi, rồi sau đó làm Bộ trưởng Bộ Tuyên truyền (nay là Bộ Thông tin và Truyền thông trong Chính phủ lâm thời).
Ngày 25 tháng 8 năm 1945, ông thay mặt Chính phủ cùng với Nguyễn Lương Bằng và Cù Huy Cận vào kinh đô Huế chấp nhận sự thoái vị và nhận ấn tín của vua Bảo Đại.
Sau đó, ông lần lượt giữ các chức vụ: Bộ trưởng Bộ Tuyên truyền và Cổ động (đổi tên từ Bộ Tuyên truyền), Chính trị Cục trưởng trong Quân sự Ủy viên hội, Bí thư Tổng bộ Việt Minh, Chủ tịch Hội Văn hóa cứu quốc, Ủy viên thường trực Quốc hội, Phó chủ nhiệm Ủy ban Khoa học Xã hội Việt Nam, Phó chủ tịch Hội Hữu nghị Việt Trung.
Trong thời gian kháng chiến chống Mỹ ông tham gia công tác Quốc hội, làm Chủ nhiệm Ủy ban Thống nhất của Quốc hội 

## Câu chuyện anh hùng Lê Văn Tám
Trong bài viết đăng trên tạp chí Xưa và Nay số ra tháng 10 (năm 2009), giáo sư sử học Phan Huy Lê nói rằng ông đã được ông Trần Huy Liệu, Viện trưởng Viện sử học và cũng là Bộ trưởng Tuyên truyền hồi thập niên 1940 kể cho nghe nhân vật Lê Văn Tám là do ông Liệu dựng lên "để cổ vũ tinh thần chiến đấu" của người Việt. Ông Phan Huy Lê cũng nói rằng ông Trần Huy Liệu đã nói với ông và hai người khác trong một cuộc gặp: "Sau này khi đất nước yên ổn, các anh là nhà sử học, nên nói lại giùm tôi, lỡ khi đó tôi không còn nữa."
Tuy nhiên, theo nhà nghiên cứu Lý Châu Hoàn, ngoài câu chuyện tự kể này thì ông Phan Huy Lê không đưa ra được bằng chứng xác thực cho sự phủ định nhân vật Lê Văn Tám mà ông nêu ra. Mặt khác, lời kể của Phan Huy Lê cũng bị chỉ ra là có mâu thuẫn lớn: ông Trần Huy Liệu làm bộ trưởng Bộ Tuyên truyền trong giai đoạn cuối 1945 - đầu 1946, khi đó ông Phan Huy Lê chỉ là một đứa trẻ chưa đầy 12 tuổi, không thể có chuyện ông Trần Huy Liệu lại tiếp đón ông Phan Huy Lê, gọi ông là "nhà sử học" và còn kể cho ông chuyện quan trọng như vậy. Ông Phan Huy Lê cũng đã nhầm lẫn giữa 2 trận đánh kho Thị Nghè (trận đánh kho của Lê Văn Tám diễn ra vào ngày 17 tháng 10 năm 1945, còn trận đánh của công nhân nhà máy đèn Chợ Quán diễn ra ngày 1 tháng 1 năm 1946, đây là hai trận đánh khác nhau). Ông Lý Châu Hoàn đã đăng bài phân tích, đưa ra các bằng chứng bác bỏ lời kể của ông Phan Huy Lê và chứng minh Lê Văn Tám là có thực, bao gồm các tài liệu thời kỳ đó cũng như lời kể của nhân chứng địa phương và đề nghị ông Phan Huy Lê đối chất. Nhà nghiên cứu Nguyễn Văn Thịnh còn tìm ra nhân chứng là ông Hồ Thanh Điền, từng là đội viên Thanh niên Tiền phong đoàn Trần Cao Vân, sau thuộc Chi đội 13 (tiền thân của trung đoàn 300), khẳng định Lê Văn Tám có thật: "Lúc đó đơn vị tôi đóng quân ở Trung Chánh. Ngay sớm hôm sau khi cháy kho xăng Thị Nghè, Nguyễn Thanh Hùng là chiến sĩ của tiểu đội tôi, nhà ở Đa Kao, chạy về báo tin: Thằng Tám trong xóm nhà tui là người đốt kho xăng hồi hôm đó!". Ông Phạm Văn Đông là đồng đội, nhà ở 22/3 Hồ Văn Đại, thành phố Biên Hòa thường xuyên nghe ông Điền kể chuyện này. Những năm sau đó, không thấy ông Phan Huy Lê nhắc lại chuyện này trên báo chí.

## Hoạt động nghiên cứu khoa học lịch sử
Từ năm 1953, ông chuyển sang công tác nghiên cứu khoa học, làm Trưởng ban Ban nghiên cứu Văn Sử Địa trực thuộc Trung ương Đảng cho đến năm 1959.
Sau đó ông lần lượt đảm nhiệm các chức vụ Viện trưởng đầu tiên của Viện Sử học, Phó chủ nhiệm Ủy ban Khoa học Xã hội Việt Nam.
Ông để lại 290 công trình nghiên cứu và các bản hồi ký là một di sản đồ sộ, ông đã có những cống hiến xuất sắc cho nền sử học đất nước, trong đó cuốn sách "Lịch sử 80 năm chống Pháp" đã đem lại vinh quang cho ông, tác phẩm được đưa vào làm sách giáo khoa trong các trường Đại học. Ông được bầu làm Chủ tịch đầu tiên của Hội Khoa học Lịch sử Việt Nam.
Ngày 28 tháng 7 năm 1969, ông mất tại Hà Nội, thọ 68 tuổi, an táng tại khu A Nghĩa trang Văn Điển, Hà Nội. Năm 1986 hài cốt của ông được chuyển về Nghĩa trang Mai Dịch.

## Vinh danh
Trần Huy Liệu được bầu làm Viện sĩ Thông tấn do Viện Hàn lâm khoa học Cộng hòa dân chủ Đức và được nhà nước Cộng hòa Dân chủ Đức tặng thưởng Huân chương khoa học Humboldt.
Năm 1996, các công trình về Lịch sử của Trần Huy Liệu được truy tặng Giải thưởng Hồ Chí Minh đợt đầu tiên.
Tên của ông đặt cho một con đường ở khu vực phường Giảng Võ, quận Ba Đình, Hà Nội; một con đường tại phường Trường Thi, thành phố Nam Định; một con đường ở huyện Mường La, tỉnh Sơn La và một con đường tại quận Phú Nhuận, thành phố Hồ Chí Minh, một con đường tại Quận Kiến An, Hải Phòng. Sau này con trai ông là nhà văn Trần Trường Chiến đã viết về ông trong tác phẩm Trần Huy Liệu - Cõi người.

## Các tác phẩm chính
1. Một bầu tâm sự (1927)
2. Ngòi bút sắc (1927)
3. Hiến thân vì nước (1928)
4. Ngục trung ký sự (1927)
5. Anh hùng yêu nước (1928)
6. Câu chuyện chung (1928)
7. Thái Nguyên khởi nghĩa
8. Ba người anh kiệt nước Ý
9. Lịch sử Thủ đô Hà Nội (1960)
10. Nguyễn Trãi (1969)
11. Lê Văn Tám
12. Hồi ký Trần Huy Liệu, Nhà xuất bản KHXH và Viện Sử học (1991)
13. Lịch sử 80 năm chống Pháp (3 tập: tập I 1956, tập II 1959 và tập III 1960)
14. Sơ thảo lịch sử cách mạng cận đại Việt Nam (1950 – 1951)
15. Tài liệu tham khảo lịch sử cận đại Việt Nam (1954 – 1958, 12 tập).